# Associazione Calcio Bellinzona 2012-2013
Questa voce raccoglie le informazioni riguardanti l'Associazione Calcio Bellinzona nelle competizioni ufficiali della stagione 2012-2013.

## Stagione
Nella stagione 2012-2013 il Bellinzona, allenato da Raimondo Ponte, Antonio Tavares, Francesco Gabriele e Martin Andermatt, concluse il campionato di Challenge League al 2º posto. In Coppa Svizzera il Bellinzona fu eliminato al secondo turno dall'Aarau.

## Rosa
| N. |                           | Ruolo | Calciatore            |
| -- | ------------------------- | ----- | --------------------- |
| 1  | Svizzera (bandiera)       | P     | Swen König            |
| 2  | Svizzera (bandiera)       | D     | Simon Grether         |
| 3  | Svizzera (bandiera)       | D     | Roman Güntensperger   |
| 4  | Svizzera (bandiera)       | D     | Fulvio Sulmoni        |
| 6  | Rep. Ceca (bandiera)      | D     | Pavel Pergl           |
| 7  | Italia (bandiera)         | D     | Angelo Raso           |
| 8  | Svizzera (bandiera)       | C     | Antonio Marchesano    |
| 10 | Svizzera (bandiera)       | C     | Hakan Yakın           |
| 11 | Svizzera (bandiera)       | A     | Alessandro Ciarrocchi |
| 13 | Svizzera (bandiera)       | C     | Gianluca D'Angelo     |
| 14 | Corea del Nord (bandiera) | A     | Kwang-Ryong Pak       |
| 15 | Italia (bandiera)         | C     | Leandro Vitiello      |
| 16 | Svizzera (bandiera)       | C     | Michaël Perrier       |

| N. |                      | Ruolo | Calciatore         |
| -- | -------------------- | ----- | ------------------ |
| 17 | Italia (bandiera)    | A     | Christian Massella |
| 18 | Svizzera (bandiera)  | P     | René Borkovic      |
| 19 | Uruguay (bandiera)   | D     | Enzo Ruiz          |
| 20 | Germania (bandiera)  | A     | Alessandro Riedle  |
| 21 | Svizzera (bandiera)  | C     | George Ivanishvili |
| 23 | Germania (bandiera)  | C     | Markus Neumayr     |
| 24 | Svizzera (bandiera)  | C     | Pascal Schürpf     |
| 25 | Argentina (bandiera) | A     | Gastón Magnetti    |
| 26 | Svizzera (bandiera)  | C     | Roberto Rodríguez  |
| 27 | Svizzera (bandiera)  | D     | Lukas Schenkel     |
| 28 | Svizzera (bandiera)  | C     | Branko Banković    |
| 29 | Svizzera (bandiera)  | P     | Giorgio Kurz       |
| 30 | Italia (bandiera)    | C     | Andrea Conti       |

## Organigramma societario
Area tecnica
- Allenatore: Martin Andermatt
- Allenatore in seconda: Antonio Tavares
- Preparatore dei portieri: Gianluca Riommi
- Preparatore atletico: Marco Vaccari
- Collaboratore tecnico: Andrea Liguori
- Team manager: Luca Susini

## Calciomercato

### Sessione estiva
| Acquisti | Acquisti            | Acquisti | Acquisti |
| R.       | Nome                | da       | Modalità |
| -------- | ------------------- | -------- | -------- |
| A        | Nico Siegrist       | Lucerna  |          |
| D        | Roman Güntensperger | Kriens   |          |
| D        | Denis Markaj        | Chiasso  |          |
| C        | Michaël Perrier     | Chiasso  |          |
| D        | Daniele Russo       | Chiasso  |          |
| D        | Fulvio Sulmoni      | Chiasso  |          |
| D        | Andrea Zanchi       | Perugia  |          |

| Cessioni | Cessioni          | Cessioni   | Cessioni |
| R.       | Nome              | a          | Modalità |
| -------- | ----------------- | ---------- | -------- |
| C        | Sakari Mattila    | HJK        |          |
| D        | Jonas Elmer       | Sion II    |          |
| C        | Mirko Facchinetti | Chiasso    |          |
| D        | Norbert Frrokaj   | Brühl      |          |
| D        | Guillermo Pfund   | Dep. Merlo |          |
| D        | Enzo Ruiz         | Lucerna    |          |
| D        | Siqueira Barras   | Chiasso    |          |
| A        | Agustín Vuletich  | Cobresal   |          |

### Sessione invernale
| Acquisti | Acquisti        | Acquisti   | Acquisti |
| R.       | Nome            | da         | Modalità |
| -------- | --------------- | ---------- | -------- |
| D        | Simon Grether   | Basilea    |          |
| C        | Pascal Schürpf  | Basilea II |          |
| A        | Kwang-Ryong Pak | Basilea    |          |

| Cessioni | Cessioni          | Cessioni | Cessioni |
| R.       | Nome              | a        | Modalità |
| -------- | ----------------- | -------- | -------- |
| C        | Dragan Mihajlović | Chiasso  |          |
| D        | Denis Markaj      | Lugano   |          |
| D        | Daniele Russo     | Lugano   |          |
| D        | Andrea Zanchi     | Perugia  |          |

## Risultati

### Challenge League

#### Prima fase, girone di andata
| Arbitro: | San |

|             |           |                         |
| Morello 87’ | Marcatori | 6’ Neumayr 21’ Magnetti |

| Arbitro: | Hänni |

|                                      |           |                     |
| Perrier 63’ Sulmoni 81’ Siegrist 83’ | Marcatori | 88’ (aut.) Siegrist |

| Arbitro: | Jancevski |

|                                   |           |                            |
| Marchesano 63’ Neumayr 65’ (rig.) | Marcatori | 34’ Jaggy 44’, 89’ Jahović |

| Wohlen 4 agosto 2012, ore 17:45 CEST 4ª giornata | Wohlen | 0 – 0 referto | Bellinzona | Stadion Niedermatten (2 100 spett.)\| Arbitro: \| Pache \| |
| Arbitro:                                         | Pache  |               |            |                                                            |

| Arbitro: | Carrell |

|              |           |  |
| Bengondo 70’ | Marcatori |  |

| Arbitro: | San |

|                          |           |          |
| Ciarrocchi 45’ Yakın 65’ | Marcatori | 50’ Rapp |

| Arbitro: | Klossner |

|                                               |           |                            |
| Facchinetti 1’ Decarli 60’ Pimenta 69’ (rig.) | Marcatori | 18’ Pergl 89’ (rig.) Yakın |

| Arbitro: | Gremaud |

|           |           |                         |
| Yakın 90’ | Marcatori | 47’ Widmer 81’ Foschini |

| Vaduz 23 settembre 2012, ore 16:00 CEST 9ª giornata | Vaduz    | 0 – 0 referto | Bellinzona | Rheinpark (1 561 spett.)\| Arbitro: \| Klossner \| |
| Arbitro:                                            | Klossner |               |            |                                                    |

#### Prima fase, girone di ritorno
| Arbitro: | San |

|  |           |                 |
|  | Marcatori | 3’ (aut.) Lekaj |

| Arbitro: | Jancevski |

|                                     |           |              |
| Neumayr 3’, 90’ (rig.) Massella 53’ | Marcatori | 9’, 50’ Coly |

| Arbitro: | Amhof |

|  |           |                |
|  | Marcatori | 18’ Ciarrocchi |

| Arbitro: | Jancevski |

|             |           |  |
| D'Angelo 5’ | Marcatori |  |

| Arbitro: | Graf |

|  |           |                                 |
|  | Marcatori | 13’ Sulmoni 90’ (rig.) Magnetti |

| Arbitro: | Bieri |

|                 |           |                                                         |
| Ivanishvili 33’ | Marcatori | 16’ (rig.), 67’, 87’ Kuzmanovic 78’ Lenjani 82’ Lüscher |

| Arbitro: | Studer |

|  |           |              |
|  | Marcatori | 28’ Magnetti |

| Arbitro: | Amhof |

|                     |           |  |
| D'Angelo 90’ (rig.) | Marcatori |  |

| Arbitro: | Schnyder |

|                |           |  |
| Marchesano 60’ | Marcatori |  |

#### Seconda fase, girone di andata
| Arbitro: | San |

|                       |           |              |
| Mihajlović 63’ (rig.) | Marcatori | 34’ Magnetti |

| Arbitro: | Huwiler |

|                      |           |  |
| Pak 8’ Rodríguez 44’ | Marcatori |  |

| Arbitro: | Graf |

|  |           |               |
|  | Marcatori | 82’ Rodríguez |

| Bellinzona 2 marzo 2013, ore 17:45 CET 22ª giornata | Bellinzona | 0 – 0 referto | Locarno | Stadio comunale (1 920 spett.)\| Arbitro: \| Erlachner \| |
| Arbitro:                                            | Erlachner  |               |         |                                                           |

| Arbitro: | Bieri |

|  |           |              |
|  | Marcatori | 39’ Magnetti |

| Arbitro: | Studer |

|                                                                                    |           |  |
| Schürpf 21’, 51’, 70’ Ruiz 32’ Ciarrocchi 46’ Yakın 68’ (rig.) Marchesano 73’, 90’ | Marcatori |  |

| Arbitro: | Pache |

|            |           |                     |
| Hasler 70’ | Marcatori | 23’, 26’ Marchesano |

| Bellinzona 8 aprile 2013, ore 19:45 CEST 26ª giornata | Bellinzona | 0 – 0 referto | Lugano | Stadio comunale (2 200 spett.)\| Arbitro: \| Erlachner \| |
| Arbitro:                                              | Erlachner  |               |        |                                                           |

| Arbitro: | Schärer |

|  |           |                              |
|  | Marcatori | 10’ (rig.) Yakın 31’ Schürpf |

#### Seconda fase, girone di ritorno
| Arbitro: | Huwiler |

|                           |           |                                |
| Holenstein 66’ Muslin 80’ | Marcatori | 9’ Rodríguez 68’ Yakın 73’ Pak |

| Bellinzona 28 aprile 2013, ore 16:00 CEST 29ª giornata | Bellinzona | 0 – 0 referto | Vaduz | Stadio comunale (2 300 spett.)\| Arbitro: \| Pache \| |
| Arbitro:                                               | Pache      |               |       |                                                       |

| Arbitro: | Klossner |

|             |           |                                         |
| Schürpf 60’ | Marcatori | 29’ Facchinetti 79’ Pimenta 89’ Becchio |

| Arbitro: | Huwiler |

|                        |           |                                                         |
| Paçarizi 61’ Touré 63’ | Marcatori | 6’, 13’ Ciarrocchi 12’, 49’ Rodríguez 40’ Yakın 85’ Pak |

| Arbitro: | Studer |

|                                           |           |                |
| D'Angelo 51’ Marchesano 61’ Rodríguez 83’ | Marcatori | 89’ Kuzmanovic |

| Arbitro: | Winter |

|  |           |         |
|  | Marcatori | 62’ Pak |

| Arbitro: | Graf |

|                        |           |                         |
| Pak 16’ Ciarrocchi 68’ | Marcatori | 41’ Winsauer 90’ Milani |

| Arbitro: | Pache |

|                     |           |                       |
| Schürpf 58’ Pak 75’ | Marcatori | 16’ Callà 51’ Staubli |

| Arbitro: | Erlachner |

|                                      |           |                                       |
| Sadiku 6’, 79’ Lorenzi 42’ Silva 88’ | Marcatori | 68’ Rodríguez 82’ Pak 90’ (rig.) Ruiz |

### Coppa Svizzera
| 16 settembre 2012, ore 15:00 CEST Primo turno | Ems | 0 – 5 | Bellinzona |  |

| 11 novembre 2012, ore 14:30 CET Secondo turno | Aarau | 2 – 0 | Bellinzona |  |

## Statistiche

### Statistiche di squadra
| Competizione     | Punti | In casa | In casa | In casa | In casa | In casa | In casa | In trasferta | In trasferta | In trasferta | In trasferta | In trasferta | In trasferta | Totale | Totale | Totale | Totale | Totale | Totale | DR  |
| Competizione     | Punti | G       | V       | N       | P       | Gf      | Gs      | G            | V            | N            | P            | Gf           | Gs           | G      | V      | N      | P      | Gf     | Gs     | DR  |
| ---------------- | ----- | ------- | ------- | ------- | ------- | ------- | ------- | ------------ | ------------ | ------------ | ------------ | ------------ | ------------ | ------ | ------ | ------ | ------ | ------ | ------ | --- |
| Challenge League | 71    | 18      | 9       | 5       | 4       | 33      | 22      | 18           | 12           | 3            | 3            | 29           | 15           | 36     | 21     | 8      | 7      | 62     | 37     | +25 |
| Coppa Svizzera   | -     | 0       | 0       | 0       | 0       | 0       | 0       | 2            | 1            | 0            | 1            | 5            | 2            | 2      | 1      | 0      | 1      | 5      | 2      | +3  |
| Totale           | 71    | 18      | 9       | 5       | 4       | 33      | 22      | 20           | 13           | 3            | 4            | 34           | 17           | 38     | 22     | 8      | 8      | 67     | 39     | +28 |

### Andamento in campionato
| Giornata  | 1  | 2  | 3  | 4  | 5  | 6 | 7 | 8 | 9  | 10 | 11 | 12 | 13 | 14 | 15 | 16 | 17 | 18 | 19 | 20 | 21 | 22 | 23 | 24 | 25 | 26 | 27 | 28 | 29 | 30 | 31 | 32 | 33 | 34 | 35 | 36 |
| --------- | -- | -- | -- | -- | -- | - | - | - | -- | -- | -- | -- | -- | -- | -- | -- | -- | -- | -- | -- | -- | -- | -- | -- | -- | -- | -- | -- | -- | -- | -- | -- | -- | -- | -- | -- |
| Luogo     | T  | C  | C  | T  | T  | C | T | C | T  | T  | C  | T  | C  | T  | C  | T  | C  | C  | T  | C  | T  | C  | T  | C  | T  | C  | T  | T  | C  | C  | T  | C  | T  | C  | C  | T  |
| Risultato | V  | V  | P  | N  | P  | V | P | P | N  | V  | V  | V  | V  | V  | P  | V  | V  | V  | N  | V  | V  | N  | V  | V  | V  | N  | V  | V  | N  | P  | V  | V  | V  | N  | N  | P  |
| Posizione | 10 | 10 | 10 | 10 | 10 | 9 | 9 | 9 | 10 | 9  | 9  | 8  | 7  | 4  | 6  | 5  | 4  | 4  | 4  | 4  | 4  | 4  | 3  | 2  | 2  | 2  | 2  | 2  | 2  | 2  | 2  | 2  | 2  | 2  | 2  | 2  |

Legenda:

Luogo: C = Casa; T = Trasferta. Risultato: V = Vittoria; N = Pareggio; P = Sconfitta.

### Statistiche dei giocatori
| B. Banković      | 6  | 0 | 3  | 0 |
| R. Borkovic      | 0  | 0 | 0  | 0 |
| A. Ciarrocchi    | 23 | 6 | 1  | 0 |
| A. Conti         | 1  | 0 | 0  | 0 |
| G. D'Angelo      | 30 | 3 | 7  | 1 |
| S. Grether       | 9  | 0 | 3  | 0 |
| R. Güntensperger | 25 | 0 | 3  | 1 |
| G. Ivanishvili   | 19 | 1 | 1  | 0 |
| G. Kurz          | 0  | 0 | 0  | 0 |
| S. König         | 36 | 0 | 1  | 0 |
| G. Magnetti      | 23 | 5 | 0  | 1 |
| A. Marchesano    | 32 | 7 | 2  | 0 |
| D. Markaj        | 6  | 0 | 1  | 0 |
| C. Massella      | 9  | 1 | 0  | 0 |
| D. Mihajlović    | 15 | 0 | 1  | 0 |
| M. Neumayr       | 28 | 4 | 4  | 0 |
| K. Pak           | 17 | 7 | 0  | 0 |
| P. Pergl         | 16 | 1 | 3  | 2 |
| M. Perrier       | 31 | 1 | 12 | 0 |
| A. Raso          | 16 | 0 | 1  | 0 |
| A. Riedle        | 18 | 0 | 0  | 0 |
| R. Rodríguez     | 16 | 7 | 1  | 0 |
| E. Ruiz          | 14 | 2 | 4  | 0 |
| D. Russo         | 10 | 0 | 0  | 0 |
| L. Schenkel      | 27 | 0 | 2  | 0 |
| P. Schürpf       | 15 | 6 | 1  | 0 |
| N. Siegrist      | 2  | 1 | 0  | 0 |
| F. Sulmoni       | 34 | 2 | 5  | 0 |
| L. Vitiello      | 6  | 0 | 2  | 0 |
| H. Yakın         | 18 | 7 | 6  | 0 |
| A. Zanchi        | 2  | 0 | 0  | 0 |